# Plecia quadrata
Plecia quadrata är en tvåvingeart som beskrevs av Hardy 1952. Plecia quadrata ingår i släktet Plecia och familjen hårmyggor.
Artens utbredningsområde är Kenya. Inga underarter finns listade i Catalogue of Life.